# Noël Coward

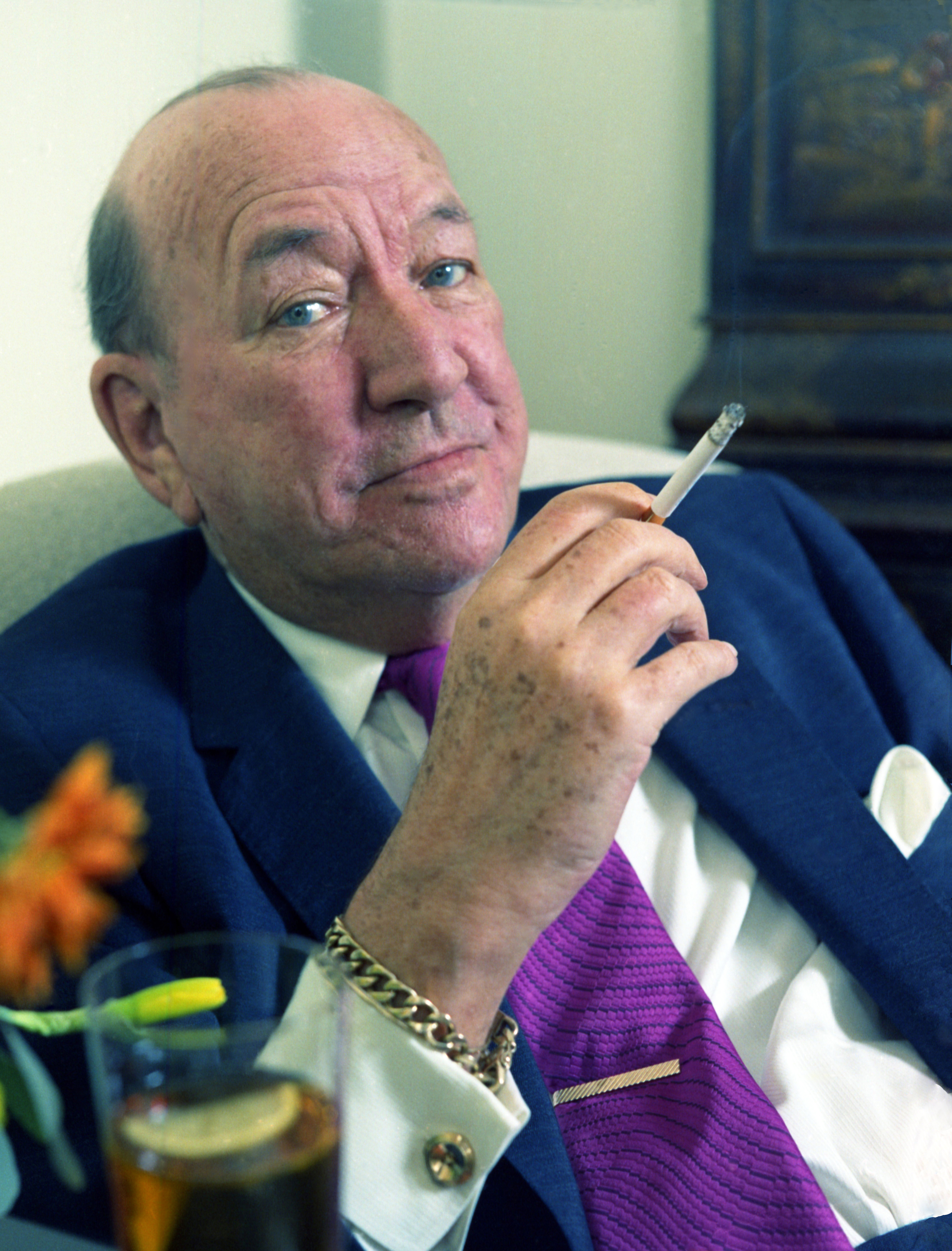
Noël Coward (1972)

Sir Noël Pierce Coward (* 16. Dezember 1899 in Teddington, Middlesex, England; † 26. März 1973 bei Oracabessa, Jamaika) war ein britischer Schauspieler, Schriftsteller und Komponist. Er verfasste über 50 Stücke, wobei vor allem seine Gesellschaftskomödien wie Hay Fever, Private Lives und Blithe Spirit dauerhafte Popularität erreichten. Coward schrieb außerdem Hunderte Lieder, oft mit satirischen und humorvollen Elementen, und erhielt für seinen Kriegsfilm In Which We Serve 1943 den Ehrenoscar.

## Anfänge

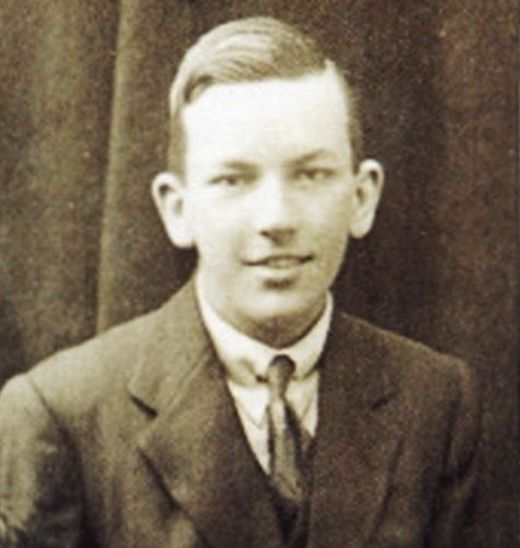
Noël Coward (ca. 1914)

Noël Coward wurde als zweiter von drei Söhnen des Angestellten Arthur Sabin Coward (1856–1937) und dessen Frau Violet Agnes (1863–1954) geboren. Sein älterer Bruder war 1898 – also noch vor Noël Cowards  Geburt – mit sechs Jahren gestorben.
Schon in frühen Jahren begann Noël Coward im Londoner West End aufzutreten. Als Schauspielschüler an der renommierten Italia Conti Academy hatte Coward am 27. Januar 1911 seinen ersten professionellen Auftritt im Kinderstück The Goldfish. Es folgten weitere Kinderrollen, etwa 1913 als „Lost Boy Slightly“ in Peter Pan.
Mit vierzehn Jahren wurde Coward der Geliebte des für seine ephebophilen Neigungen bekannten Malers Philip Streatfeild. Durch ihn wurde er in die Londoner High Society eingeführt, unter anderem mit der bohèmehaften exzentrischen Hostess Mrs Astley Cooper, die einen literarischen Salon unterhielt und ihn einlud, auf ihrem Anwesen in Hambleton zu wohnen – aufgrund seiner niederen sozialen Herkunft gemeinsam mit den Bediensteten. Die Affäre mit Streatfeild endete, als dieser 1915 an Tuberkulose starb.
In mehreren Produktionen trat er gemeinsam mit Charles Hawtrey, einem vielgeachteten Schauspieler und Komödienautor, auf. Hawtrey wurde zu Cowards Idol und bezüglich komödiantischer Schauspieltechnik und Dramatik auch zu seinem Lehrmeister. Während des Ersten Weltkrieges wurde Coward zur Armee eingezogen, nach kurzer Zeit allerdings wegen seines schlechten Gesundheitszustandes für dienstuntauglich erklärt. Seine erste kurze Filmrolle hatte er 1918 in Hearts of the World von David Wark Griffith. Etwa zu dieser Zeit begann er auch Komödien und Revuen zu schreiben.
Bekannt wurde Coward durch sein Stück The Vortex (1924) um Drogen und Homosexualität.
Die Operette Bitter Sweet wurde 1929 veröffentlicht, es folgten Erfolgsproduktionen wie Kavalkade und This Happy Breed.

## Während des Zweiten Weltkriegs
Auf dem Höhepunkt seiner Karriere brach 1939 der Zweite Weltkrieg aus. Coward war ein gefragter Truppenunterhalter und schrieb zu diesem Zweck mehrere damals sehr populäre Lieder, wie etwa London Pride oder Don't Let's Be Beastly To The Germans. Letzteres setzt sich auf Cowards typisch ironische Weise mit englischen Nazi-Sympathisanten und Unterstützern der Appeasement-Politik auseinander.
Erst später wurde bekannt, dass Coward für den britischen Inlandsgeheimdienst MI5 arbeitete.
Bereits 1942 sollte Coward auf Vorschlag von König George VI. zum Knight Bachelor geschlagen werden, allerdings legte Winston Churchill, der ungeachtet seines freundschaftlichen Verhältnisses zu Coward mit dessen extravagantem Lebenswandel nicht einverstanden war, sein Veto dagegen ein. Nach Churchills Tod wurde er schließlich am 3. Februar 1970 von Königin Elisabeth II. zum Knight Bachelor geschlagen.
Ebenfalls 1942 erschien das Kriegsdrama In Which We Serve, welches auf der militärischen Karriere von Lord Louis Mountbatten basiert. Coward schrieb dazu das Drehbuch und die Titelmusik, führte gemeinsam mit David Lean Regie und spielte die Hauptrolle. Der Film wurde ein Kassenschlager, und Coward erhielt 1943 einen Ehrenoscar. Er wurde in die Royal Society of Literature aufgenommen.

## Späte Jahre

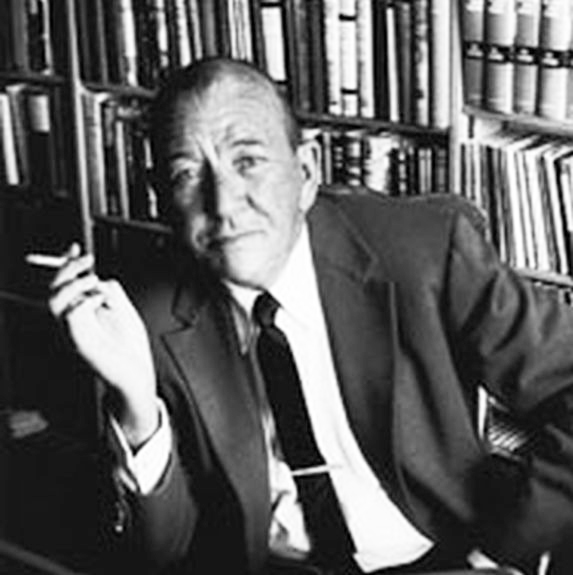
Noël Coward (1963)

Ab den 1950er Jahren ließ Cowards Beliebtheit als Dramatiker nach und er spielte vermehrt Rollen in Filmen wie In achtzig Tagen um die Welt und Unser Mann in Havanna.
Von Coward stammt der Song Don’t Put Your Daughter in the Stage, Mrs. Worthington.
1955 war er mit mehreren Revuen in Las Vegas erfolgreich. Im Anschluss daran trat er am 22. Oktober 1955 an der Seite von Mary Martin in einer neunzigminütigen Live-Fernsehsendung des Senders CBS auf. Es sollte der erste und einzige größere Fernsehauftritt Cowards bleiben.
Ende der 1950er Jahre verließ Coward Großbritannien und ließ sich mit seinem Lebensgefährten Graham Payn zunächst auf den Bermudas, dann auf Jamaika nieder. Dort verstarb er am 26. März 1973 an Herzversagen.
In der US-amerikanischen Fernsehserie Hollywood aus dem Jahr 2020 wird Coward in einer Nebenrolle vom Darsteller Billy Boyd verkörpert. Die Serie beschreibt unter anderem Homophobie, Rassismus und Sexismus in der Traumfabrik in den 1940er Jahren, behält sich allerdings etliche künstlerische Freiheiten vor.

## Privatleben
Noel Coward war homosexuell und blieb zeit seines Lebens unverheiratet. Obwohl seine sexuelle Orientierung allgemein bekannt war, bezog er dazu nicht öffentlich Stellung und distanzierte sich in seinen späteren Lebensjahren auch von der aufkommenden Schwulenbewegung.
Seit Mitte der 1940er bis zu seinem Tod war der Sänger und Schauspieler Graham Payn sein Lebensgefährte.
Coward war eng mit Marlene Dietrich, Ivor Novello und Winston Churchill befreundet. Darüber hinaus zählten Laurence Olivier, Vivien Leigh, Elizabeth Bowes-Lyon, Ian Fleming und Margaret, Countess of Snowdon, zu seinem Freundeskreis. In einem Hotelzimmer in Rom hatte er auch Paul McCartney und dessen Manager Brian Epstein kennengelernt. Die britischen Schauspielerinnen Gertrude Lawrence und Judy Campbell wurden oftmals als seine Musen bezeichnet.

## Werke

### Theaterstücke und Musicals
- zusammen mit Esmé Wynne: Ida Collaborates, 1917
- zusammen mit Wynne: Women and Whisky, 1918
- The Rat Trap, 1918
- I'll Leave It To You, 1919
- The Young Idea, 1922
- Sirocco, 1921 (Neufassung 1927)
- The Better Half, 1922
- The Queen Was In The Parlour, 1922
- Mild Oats, 1922
- Weatherwise, 1923
- Fallen Angels, 1923 (dt. Gefallene Engel)
- The Vortex, 1923
- Hay Fever, 1924
- Easy Virtue, 1924, verfilmt: 1928, Regie Alfred Hitchcock, 2008, Regie Stephan Elliott, Kanada
- This Was a Man, 1926
- The Marquise, 1926 (dt. Sünden der Jugend. Lustspiel in 3 Akten, 1927)
- Home Chat, 1927
- Bitter-Sweet, Operette 1928/29
- Private Lives, 1929
- Post-Mortem, 1930/1931
- Some Other Private Lives, 1930
- Cavalcade, 1930–31
- Design for Living, 1932
- Conversation Piece, 1933
- Point Valaine, 1934
- Tonight at 8.30 (Drei Teile; enthält unter anderem: The Astonished Heart, Red Peppers, Still Life (dt. Kurze Begegnung. Ein Stück in 5 Szenen, 1969), Fumed Oak and Shadow Play)
- Operette, Musikkomödie 1937
- Present Laughter, 1939
- This Happy Breed, 1939
- Blithe Spirit, 1941 (dt. Fröhliche Geister. Eine unwahrscheinliche Komödie in 3 Akten, 1966)
- Pacific 1860, 1946
- Peace In Our Time, 1946
- Island Fling, 1951 (auch Home and Colonial, ab 1956 South Sea Bubble)
- Ace of Clubs, 1949
- Relative Values, 1951 (dt. Wechselkurs der Liebe. Komödie in 3 Akten, 1952)
- Quadrille, 1951–52 (dt. Quadrille. Romantische Komödie, 1952)
- After the Ball, 1953 (Musikstück nach Oscar Wildes Lady Windermeres Fächer)
- Nude With Violin, 1954 (Dt. Akt mit Geige, Hörspielbearbeitung 1980, Regie: Ferry Bauer, ORF Oberösterreich)[4]
- Volcano, 1956 (Erstaufführung 2001)
- Look After Lulu, 1958 (Farce nach Occupe-toi d'Amelie von Georges Feydeau)
- London Morning, 1959 (Ballett)
- Waiting In The Wings, 1959
  - Die Schatten werden länger. Übersetzung Dorothea Gotfurt. Frankfurt am Main : Fischer, 1970
- Sail Away, 1961
- Suite In Three Keys, 1965 (Drei kurze Stücke: A Song at Twilight, Shadows of the Evening und Come Into the Garden Maud)

### Romane
- Pomp and Circumstance, 1960 (dt. Palmen, Pomp und Paukenschlag)

### Gedichte
- Noël Coward: Noël Coward, the complete lyrics. Overlook Press, Woodstock 1998. ISBN 0-87951-896-0

## Filmografie

### Literarische Vorlagen
- 1927: Die letzte Nacht – Regie: Graham Cutts
- 1931: Private Lives – Regie: Sidney Franklin
- 1933: Kavalkade (Cavalcade) – Regie: Frank Lloyd
- 1933: Serenade zu dritt (Design for living) – Regie: Ernst Lubitsch
- 1940: Bitter Sweet – Regie: W. S. Van Dyke
- 1942: Mit Dir ins Glück (We Were dancing) – Regie: Robert Z. Leonard
- 1942: In Which We Serve
- 1944: Wunderbare Zeiten (This Happy Breed) – Regie: David Lean
- 1944: Geisterkomödie (Blithe Spirit) – Regie: David Lean
- 1945: Begegnung (Brief Encounter) – Regie: David Lean
- 1974: Flüchtige Begegnung (Brief Encounter) – Regie: Alan Bridges
- 2000: In „bester“ Gesellschaft – Eine Familie zum Abgewöhnen (Relative Values) – Regie: Eric Styles
- 2008: Easy Virtue – Eine unmoralische Ehefrau (Easy Virtue) – Regie: Stephan Elliott
- 2020: Da scheiden sich die Geister (Blithe Spirit) – Regie: Edward Hall

### Auftritte als Schauspieler
- 1918: Hearts of the World
- 1934: Ein charmanter Schurke (The Scoundrel)
- 1942: In Which We Serve
- 1956: In 80 Tagen um die Welt (Around the World in Eighty Days)
- 1959: Ein Geschenk für den Boss (Surprise Package) – Regie: Stanley Donen
- 1960: Unser Mann in Havanna (Our Man in Havanna)
- 1962: Zusammen in Paris (Paris When It Sizzles)
- 1965: Bunny Lake ist verschwunden (Bunny Lake Is Missing)
- 1968: Brandung (Boom)
- 1969: Charlie staubt Millionen ab (The Italian Job)

### Filmmusik
- 1960: Vor Hausfreunden wird gewarnt (The Grass Is Greener) – Regie: Stanley Donen